# Uskorienije

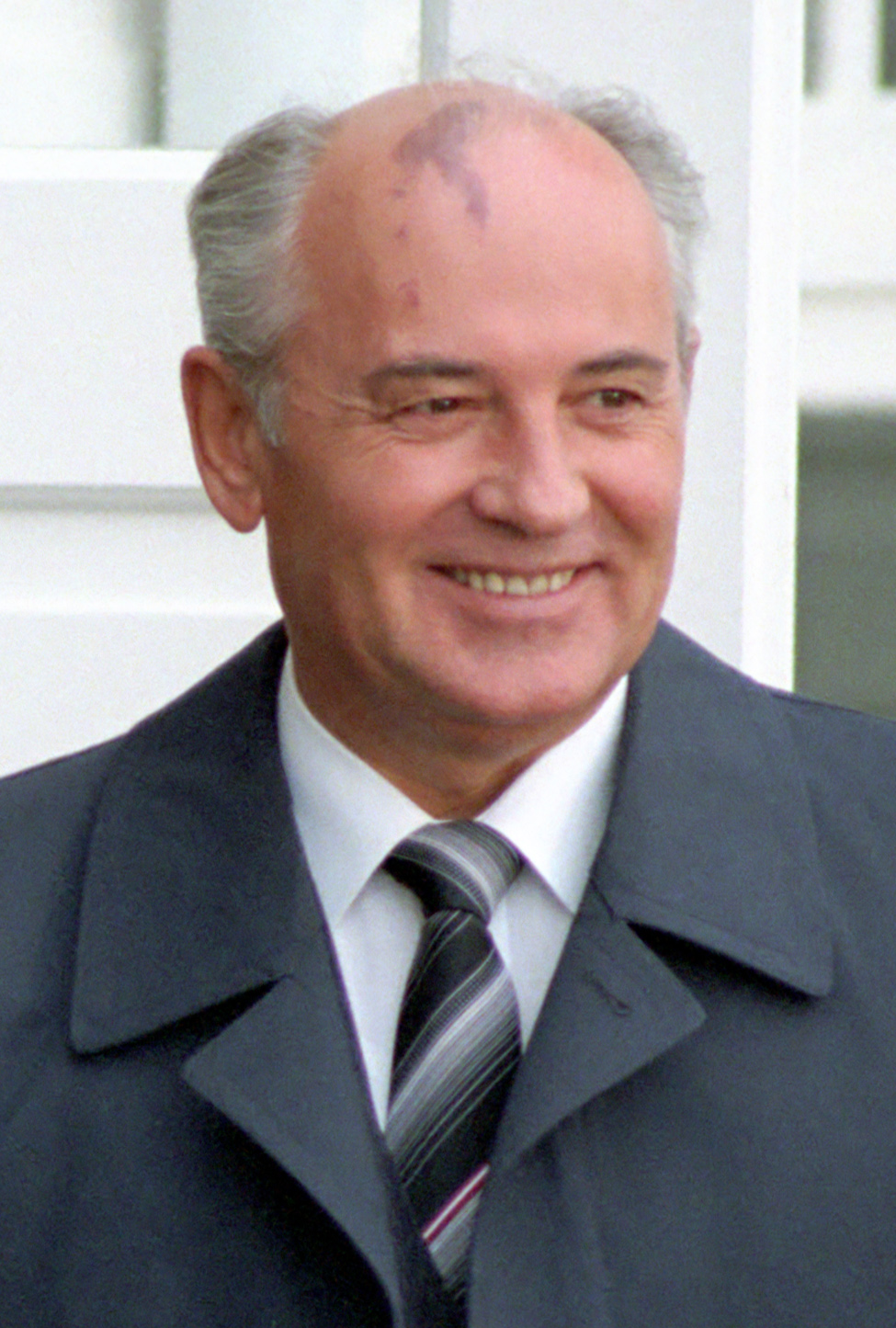
Michaił Gorbaczow, autor uskorienija

Uskorienije (ros. ускорение, „przyspieszenie”) – nazwa reform w gospodarce Związku Socjalistycznych Republik Radzieckich przeprowadzonych w latach 1985–1987. Uskorienije wraz z pieriestrojką (przebudową) i głasnostią (jawnością) były programami zmian w polityce gospodarczo-społecznej ZSRR, przeprowadzanymi przez Sekretarza Generalnego KC KPZR Michaiła Gorbaczowa.

## Cele
Uskorienije miało na celu uzdrowienie systemu komunistycznego w ZSRR poprzez nadanie ustroju socjalistycznemu nowoczesnej formy w sferze życia społecznego, utrzymanie pozycji supermocarstwa i wyjścia z kryzysu gospodarczego. Osiągnięcie tych założeń miało być możliwe za sprawą wzmocnienia dyscypliny i kontroli procesów wytwórczych, ograniczenie biurokracji i poprawę organizacji w zakładach produkcyjnych. Według Gorbaczowa zniesienie ograniczeń miało uwolnić „pełny potencjał socjalizmu”.

## Przebieg zmian w gospodarce ZSRR
Uskorienije realizowano w latach 1985–1987. Początkowo stanowiło jedyną zasadniczą strategię, która miała umożliwić Związkowi Radzieckiemu dogonienie Zachodu, podczas gdy pieriestrojka i głasnost były strategiami pomocniczymi, umożliwiającymi szybsze wdrożenie uskorienija.
Uskorienije kładło nacisk na zwiększenie wzrostu gospodarczego ZSRR. Było to konieczne ze względu na postępującą degradację gospodarki. Zgodnie z programem przyspieszenia między innymi zmniejszono inwestycje w przemyśle zbrojeniowym na odnowienie parku maszynowego w ZSRR. Warunkiem sukcesu było osiągnięcie kompromisu ze Stanami Zjednoczonymi w sprawie rozbrojenia (zakończona sukcesem) oraz znalezienie źródeł finansowania reformy (zakończona niepowodzeniem). Możliwość pozyskania przez ZSRR środków finansowych ograniczył spadek światowych cen surowców energetycznych w 1986 roku.

## Skutki
Uskorienije nie przyniosło zamierzonych efektów między innymi w wyniku niedostosowania się urzędników do nowych zaleceń. Trzy reformy Gorbaczowa, choć nie dotyczyły bezpośrednio polityki narodowościowej Związku Radzieckiego, miały wpływ na ujawnienie się konfliktów etnicznych (między innymi w Górskim Karabachu).
W innych krajach bloku wschodniego wdrażano reformy wzorowane na uskorieniju, pieriestrojce i głasnosti.